# Joueur de l'année de l'UEFA
Le Joueur de l’année de l’UEFA est un prix décerné par l'UEFA à un joueur jouant pour un club de football européen et qui a su se distinguer comme étant le meilleur de la saison écoulée. Créé en 2011 sous le nom de Prix UEFA du Meilleur joueur d'Europe en remplacement du Prix du Meilleur footballeur de l'année UEFA, le prix change de nom en 2017.
Lionel Messi et Cristiano Ronaldo sont les joueurs les plus titrés depuis la création du trophée du joueur de l'année UEFA, avec 4 récompenses.
Le dernier récipiendaire du trophée est Erling Haaland en 2023.

## Critères de choix
Selon l'UEFA, le prix revient au meilleur joueur jouant en Europe de la saison passée.

## Votes
En 2021, Le jury est composé des 24 entraîneurs des équipes nationales qui ont disputé l'Euro 2020 ainsi que des 80 entraîneurs des clubs qui ont participé aux phases de groupe de la Ligue des champions 2020-2021 et de la Ligue Europa 2020-2021. L’Association européenne des magazines sportifs a sélectionné 55 journalistes, représentant chacune des 55 associations membres de l’UEFA, pour compléter le jury.
Chaque membre du jury choisi ses trois meilleurs joueurs, le premier recevant cinq points, le second trois et le troisième un. Les entraîneurs ne sont pas autorisés à voter pour les joueurs de leur propre équipe.

## Palmarès
| Année                                                    | Vainqueur                                                | Club                                                     | Deuxième                                                 | Club                                                     | Troisième                                                | Club                                                     |
| 1997-2011 : Prix du Meilleur footballeur de l'année UEFA | 1997-2011 : Prix du Meilleur footballeur de l'année UEFA | 1997-2011 : Prix du Meilleur footballeur de l'année UEFA | 1997-2011 : Prix du Meilleur footballeur de l'année UEFA | 1997-2011 : Prix du Meilleur footballeur de l'année UEFA | 1997-2011 : Prix du Meilleur footballeur de l'année UEFA | 1997-2011 : Prix du Meilleur footballeur de l'année UEFA |
| Prix UEFA du Meilleur joueur d'Europe                    | Prix UEFA du Meilleur joueur d'Europe                    | Prix UEFA du Meilleur joueur d'Europe                    | Prix UEFA du Meilleur joueur d'Europe                    | Prix UEFA du Meilleur joueur d'Europe                    | Prix UEFA du Meilleur joueur d'Europe                    | Prix UEFA du Meilleur joueur d'Europe                    |
| -------------------------------------------------------- | -------------------------------------------------------- | -------------------------------------------------------- | -------------------------------------------------------- | -------------------------------------------------------- | -------------------------------------------------------- | -------------------------------------------------------- |
| 2011                                                     | Lionel Messi                                             | FC Barcelone                                             | Xavi Hernández                                           | FC Barcelone                                             | Cristiano Ronaldo                                        | Real Madrid                                              |
| 2012                                                     | Andrés Iniesta                                           | FC Barcelone                                             | Lionel Messi                                             | FC Barcelone                                             | Cristiano Ronaldo                                        | Real Madrid                                              |
| 2013                                                     | Franck Ribéry                                            | Bayern Munich                                            | Lionel Messi                                             | FC Barcelone                                             | Cristiano Ronaldo                                        | Real Madrid                                              |
| 2014                                                     | Cristiano Ronaldo                                        | Real Madrid                                              | Manuel Neuer                                             | Bayern Munich                                            | Arjen Robben                                             | Bayern Munich                                            |
| 2015                                                     | Lionel Messi                                             | FC Barcelone                                             | Luis Suárez                                              | FC Barcelone                                             | Cristiano Ronaldo                                        | Real Madrid                                              |
| 2016                                                     | Cristiano Ronaldo                                        | Real Madrid                                              | Antoine Griezmann                                        | Atlético Madrid                                          | Gareth Bale                                              | Real Madrid                                              |
| Joueur de l’année de l’UEFA                              |                                                          |                                                          |                                                          |                                                          |                                                          |                                                          |
| 2017                                                     | Cristiano Ronaldo                                        | Real Madrid                                              | Lionel Messi                                             | FC Barcelone                                             | Gianluigi Buffon                                         | Juventus                                                 |
| 2018                                                     | Luka Modrić                                              | Real Madrid                                              | Cristiano Ronaldo                                        | Real Madrid / Juventus FC                                | Mohamed Salah                                            | Liverpool FC                                             |
| 2019                                                     | Virgil van Dijk                                          | Liverpool FC                                             | Lionel Messi                                             | FC Barcelone                                             | Cristiano Ronaldo                                        | Juventus FC                                              |
| 2020                                                     | Robert Lewandowski                                       | Bayern Munich                                            | Kevin De Bruyne                                          | Manchester City                                          | Manuel Neuer                                             | Bayern Munich                                            |
| 2021                                                     | Jorginho                                                 | Chelsea FC                                               | Kevin De Bruyne                                          | Manchester City                                          | N'Golo Kanté                                             | Chelsea FC                                               |
| 2022                                                     | Karim Benzema                                            | Real Madrid                                              | Kevin De Bruyne                                          | Manchester City                                          | Thibaut Courtois                                         | Real Madrid                                              |
| 2023                                                     | Erling Haaland                                           | Manchester City                                          | Lionel Messi                                             | Paris Saint-Germain                                      | Kevin De Bruyne                                          | Manchester City                                          |

### Statistiques

#### Palmarès par joueur
Cristiano Ronaldo est le plus titré avec trois trophées suivi de Lionel Messi avec 2 trophées.Les autres joueurs distingués ont remporté le trophée une fois. 
|   | Joueur | Premier | deuxième | Troisième |
| - | --- | ------- | -------- | --------- |
| 1 | Cristiano Ronaldo                                                                                                 | 3       | 1        | 5         |
| 2 | Lionel Messi | 2       | 5        | 0         |
| 3 | Andrés Iniesta Franck Ribéry Luka Modrić Virgil van Dijk Robert Lewandowski Jorginho Karim Benzema Erling Haaland | 1       | 0        | 0         |
| 4 | Kevin De Bruyne                                                                                                   | 0       | 3        | 1         |
| 5 | Manuel Neuer | 0       | 1        | 1         |
| 6 | Xavi Hernández Luis Suárez Antoine Griezmann                                                                      | 0       | 1        | 0         |
| 7 | Gareth Bale Arjen Robben Gianluigi Buffon Mohamed Salah N'Golo Kanté Thibaut Courtois                             | 0       |          | 1         |

#### Palmarès par nationalité
Les équipes nationales comportant le plus de lauréats sont les équipes du Portugal et de l'Argentine.
| Rang | Équipe nationale        | Première | Deuxième | Troisième |
| ---- | ----------------------- | -------- | -------- | --------- |
| 1    | Portugal                | 3        | 1        | 5         |
| 2    | Argentine               | 2        | 5        | 0         |
| 3    | France                  | 2        | 1        | 1         |
| 4    | Espagne                 | 1        | 1        | 0         |
| 5    | Pays-Bas Italie         | 1        | 0        | 1         |
| 6    | Croatie Pologne Norvège | 1        | 0        | 0         |
| 7    | Belgique                | 0        | 3        | 2         |
| 8    | Allemagne               | 0        | 1        | 1         |
| 9    | Uruguay                 | 0        | 1        | 0         |
| 10   | Pays de Galles Égypte   | 0        | 0        | 1         |

#### Palmarès par club
- 5 trophées  : Real Madrid
- 3 trophées : FC Barcelone
- 2 trophées : Bayern Munich
- 1 trophée : Liverpool FC, Chelsea FC et Manchester City